# Achille Campo
Achille Salvatore Campo (Palermo, 10 settembre 1833 – Palermo, 30 marzo 1910) è stato un patriota, militare e scacchista italiano.

## Carriera militare
Dal 12 gennaio al 4 febbraio 1848 prese parte insieme ai due fratelli Giuseppe e Francesco al moto di rivolta a Palermo. Nell’esercito del nuovo governo siciliano fu nominato sergente nel 2º battaglione fanteria. Partecipò insieme al fratello Francesco nel giugno del 1848 alla spedizione dei siciliani in Calabria e nel combattimento di Spezzano Albanese si spinse con coraggio tanto avanti che il generale Ignazio Ribotti lo promosse al grado di alfiere. Poiché l’insurrezione non riuscì, fuggito per nave fu arrestato l’11 luglio nelle acque di Corfù e, condotto a Napoli, scontò la prigionia a Castel Sant'Elmo per 18 mesi. Rimesso in libertà nel gennaio del 1850, costretto all’esilio all’estero, si trasferì prima a Marsiglia in Francia e dopo dieci mesi a Genova, dove poi venne a risiedere anche Luigia Sannazzaro, sua moglie, con i bambini. Fece parte dell’associazione di mutuo soccorso per gli esuli politici denominata «La solidarietà nel bene». Nel 1856 Achille, che si era applicato nello studio della meccanica nello stabilimento dei fratelli Orlando, si imbarcò in qualità di meccanico sul Tanaro, una nave piemontese che doveva trasportare viveri per le truppe piemontesi in Crimea. Al ritorno lavorò invece nella Darsena di Genova. Il 31 marzo 1857, insieme al fratello Francesco, a Londra, Achille ottenne un brevetto per un motore idraulico. Insieme a Francesco il 12 luglio 1859 firmò una lettera di protesta, pubblicata sia sulla Gazzetta di Genova sia sul Corriere Mercantile, con cui sdegnosamente veniva rifiutata l’amnistia che era stata concessa da Francesco II con decreto emanato il 16 giugno agli esuli politici del 1848-49, dei quali entrambi facevano parte. Nel maggio del 1860 partecipò alla spedizione dei Mille  e la sua conoscenza delle coste siciliane si dimostrò molto utile nella navigazione da Quarto alla volta della Sicilia. Ottimo meccanico, la cui perizia aveva già dimostrata anche sul vapore Salvatore dei fratelli Orlando, fu infatti nominato capo macchinista del piroscafo Piemonte sotto il comando di Salvatore Castiglia e inoltre quale direttore del materiale si occupò anche della fusione di proiettili per i fucili. Dopo lo sbarco in Sicilia, a Salemi per ordine del colonnello Vincenzo Giordano Orsini gli fu affidata col grado di capitano la direzione di un piccolo arsenale di artiglieria per la realizzazione degli affusti di quei cannoni che ne erano ancora sprovvisti. Successivamente da Salemi, insieme al Ragusino, che invece si era occupato della fabbricazione delle munizioni, raggiunse il 20 maggio l’accampamento garibaldino nel passo di Renda, a 12 miglia da Palermo, dove trasportò gli affusti mancanti per il potenziamento dell’artiglieria di Garibaldi. Inoltre per ordine di Orsini fu inviato a Partinico per procurare piombo e ferro per la fusione di proiettili per i fucili. Il 27 maggio durante la ritirata da Corleone per non far cadere i cannoni in mano al nemici, per comando di Orsini Achille li fece precipitare giù in una vallata e poi li recuperò, non essendo più incalzati dalle truppe borboniche e li trasportò fino a Bisacquino. Giunto a Palermo il 6 giugno, fu incaricato di formare e dirigere nella città un arsenale d’artiglieria, inizialmente posto nel convento della Gancia con più di 120 operai, poi trasferito a Castellammare, fino al mese di marzo del 1861. Ebbe come onorificenze la Gran Croce dell’Ordine dei Santi Maurizio e Lazzaro, il titolo di cavaliere dell’Ordine Militare di Savoia e dell’Ordine della Corona d’Italia e la medaglia commemorativa della spedizione in Crimea. Per la riduzione del corpo fu messo in aspettativa dal 27 marzo 1862 con il grado di maggiore dell’esercito regolare per regio decreto del 21 aprile 1862. «In questo caso coglieva l’amaro frutto di inaspettata ingiustizia», come ebbe a scrivere la sorella Marietta. In data 11 marzo 1880 fu promosso al grado di tenente colonnello ed il 30 luglio 1893 fu collocato in riposo con il grado di colonnello nella riserva.

## Attività scacchistica
Attivo a Campobasso (1882-84) e a Palermo (1894-1900). Redattore di rubriche scacchistiche sul Sannio di Campobasso (1882), su Il Fanfulla da Lodi (1886-89), sul Giornale di Sicilia (1894-95). Collaborò per la Nuova Rivista degli Scacchi (1884; 1892).
Problemista (dal 1883) e solutore di problemi (1894), fu anche giocatore a tavolino e per corrispondenza (1895). Pubblicò Raccolta di 120 problemi di scacchi (Lodi 1887) e Raccolta di 80 problemi di scacchi e 20 finali (Livorno 1900). Presidente e socio fondatore del "Circolo Scacchistico del Club Alpino Siciliano" di Palermo (aprile e 8 novembre 1896).